# 結城駅 (岐阜県)
結城駅（ゆうきえき）は、岐阜県揖斐郡谷汲村（現、揖斐川町）にあった名古屋鉄道（名鉄）谷汲線の駅である。
長瀬駅と谷汲駅の間に存在した駅である。周辺地域の過疎化のため、谷汲線が2001年（平成13年）10月1日に廃止される以前に廃駅とされている。

## 歴史
1926年に谷汲線の前身である谷汲鉄道の駅として開業した。開業時には隣の長瀬駅との間に長瀬茶所駅が存在したが、1958年に廃止されている。
- 1926年（大正15年）4月6日 - 谷汲鉄道の黒野駅 - 谷汲駅間の開業により開設[2][3]。
- 1944年（昭和19年）3月1日 - 名古屋鉄道への合併により同社の谷汲線の駅となる[3]。
- 1948年（昭和23年）11月1日以前 - 無人化[4]。
- 1990年（平成2年）4月23日 - 廃駅[3]。

## 駅構造
- 単式ホーム1面1線のみを持ち、列車交換はできなかった[5]。
- 2017年5月現在、結城神社参道の東側に駅ホームらしき土盛りが残っており（写真参照）、社務所の東奥に結城駅ホームに通じていたと思われる石段の残骸がある。

### 配線図
| ← 谷汲駅   | 結城駅 構内配線略図 | → 黒野方面 |
| 凡例 出典: |                     |            |

## 利用状況
結城駅の周辺地域の過疎化により著しく乗降客が減少し、末期は朝夕の数往復の電車が停車するのみとなっていた。廃止直前には乗降客数が1年間に延べ138人すなわち1日平均では1人未満であった。利用客は高校生1人が通学に使うのみで、しかも普段は自転車通学であり、雨、雪といった天候不順のときしか利用していなかったという（夏休み等も利用していなかった）。よって、1日の利用者がゼロという日もあったという。
1960年前後の年間の利用状況については以下の通り。
| 年度 | 乗車人員 | 降車人員 |
| ---- | -------- | -------- |
| 1956 | 6,619    | 7,014    |
| 1957 | 8,753    | 9,255    |
| 1958 | 6,711    | 7,116    |
| 1959 | 7,843    | 8,276    |
| 1960 | 7,884    | 7,943    |
| 1961 | 7,209    | 6,956    |
| 1962 | 6,511    | 6,288    |
| 1963 | 5,569    | 5,515    |

- 『岐阜県統計書デジタルアーカイブ』岐阜県より1954年以前、1964年は該当項目なし、1965年以降はネット未公開

## 隣の駅
名古屋鉄道
谷汲線
長瀬駅 - 結城駅 - 谷汲駅
- 1958年（昭和33年）までは、結城 - 長瀬間に長瀬茶所駅が存在していた（実際には1944年より休止）。